# Аморі Вассілі
Аморі́ Вассілі́ (нар. 8 червня 1989 року, Руан, Верхня Нормандія) — французький співак та професійний тенор. Його дебютний альбом «Vincero» у 2009 році став платиновим у Франції, також він став популярним у Канаді, ПАР та Південній Кореї. Вассілі описує стиль своїх пісень, як «ліричний поп». 2011 року представляв Францію на пісенному конкурсі Євробачення 2011 з піснею «Sognu».

## Біографія
Аморі Вассілі почав співати у віці близько 9 років, спочатку поступив у музичну школу в Руані, яка була заснована Альбертом і Елізабет Amsallem. У 14 років Вассілі бере участь в своєму першому конкурсі співу.
У другому конкурсі Вассілі, співав «Ле Лак-дю-Коннемара» Мішеля Сарду, однак у фінал він не пройшов, навіть попри отриманні під час виступу овації глядачів. Під час цього конкурсу, його мати зрозуміла, наскільки сильно Вассілі подобається бути на сцені серед глядачів. 2004 року Вассілі співав на Кубок Франції де-ла-Française (стиль шансон), — він виграв цей конкурс.
Слава прийшла разом із дебютним альбомом Vincero в 2009 року, який після світового прокату став платиновим (понад 250 тисяч копій). Його другий альбом Cantero вийшов у листопаді 2010 року.
2011 року представлятиме Францію на Пісенному конкурсі Євробачення 2011 із піснею «Sognu». В березні 2011 року найбільші букмекерські контори світу зробили перші прогнози на Євробачення 2011, фаворитом конкурсу вважається Аморі Вассілі.

## Після Євробачення - присутній
Василь був представником Франції під час Євробачення 2012 і представляв результати голосування від країни. Він брав участь у французькій версії шоу "Співак у масці" в образі Черепахи і став першим учасником-чоловіком, який переміг у цьому конкурсі.

## Дискографія

### Альбоми
| Рік  | Альбом                                                                                             | Пік позиції діаграми | Пік позиції діаграми |
| Рік  | Альбом                                                                                             | FRA                  | BEL (WAL)            |
| ---- | -------------------------------------------------------------------------------------------------- | -------------------- | -------------------- |
| 2009 | Vincero - Дата виходу: 6 лютого 2009 - Лейбл: Warner Music - Формати: CD, цифрова завантаження     | 9                    | 31                   |
| 2010 | Canterò - Дата виходу: 26 листопада 2010 - Лейбл: Warner Music - Формати: CD, цифрова завантаження | 19                   | 34                   |

### Сингли
| Рік  | Одномісний                                   | Позиції в чартах | Альбом                    |
| Рік  | Одномісний                                   | BEL (WAL)        | Альбом                    |
| ---- | -------------------------------------------- | ---------------- | ------------------------- |
| 2009 | «Лусент Стелла»                              | 73               | Vincero                   |
| 2009 | «Мі Фа Morire Cantando»                      | —                | Номери для одного альбому |
| 2010 | «Нескінченна любов» (дует з Кетрін Дженкінс) | —                | Номери для одного альбому |
| 2011 | «Sognu»                                      | —                | TBA                       |

### Інші пісні
| Рік  | Одномісний                | Альбом                    |
| ---- | ------------------------- | ------------------------- |
| 2006 | «Nos Instants de Liberté» | Номери для одного альбому |
| 2008 | «Parla Piu Piano»         | Vincero                   |
| 2008 | «Io Ti Amero»             | Vincero                   |
| 2010 | «Hallelujah»              | Vincero                   |
| 2010 | «Maria»                   | Cantero                   |